# Alsafi
Alsafi eller Sigma Draconis (σ Draconis, förkortat Sigma Dra, σ Dra) som är stjärnans Bayerbeteckning, är en ensam stjärna belägen i östra delen av stjärnbilden Draken. Den har en skenbar magnitud på 4,67 och är svagt synlig för blotta ögat. Baserat på parallaxmätning inom Hipparcosuppdraget på ca 174 mas, beräknas den befinna sig på ett avstånd av 18,8 ljusår (5,8 parsek) från solen. 

## Nomenklatur
Sigma Draconis har det traditionella namnet Alsafi som kom från arabiska Athāfi, felaktigt översatt från den arabiska pluralformen Athāfiyy, med vilka nomaderna utformade stativen till sina utomhuskök. Det var namnet på en förening av σ Dra, τ Dra och υ Dra. Enligt stjärnkatalogen i Technical Memorandum 33-507 - - A Reduced Star Catalog Containing 537 Named Stars, var Athāfi eller Alsafi benämning på tre stjärnor: σ Dra som Alsafi, τ Dra som Athāfi I och υ Dra som Athāfi II.

## Egenskaper
Alsafi är en orange till röd stjärna i huvudserien som länge hänförts till spektralklass K0 V. Dess klassificering som K0 V definierar en av de fåtaliga ankarpunkterna i Morgan-Keenan-systemet som har varit oförändrat sedan den ursprungliga MKK-atlasen 1943. Modern spektroskopi ger emellertid Alsafi spektralklass G9 V.
Radien hos Alsafi har uppmätts direkt med interferometri med CHARA Array, vilket anger den till 77,6 procent av solens radie. Den har en massa som är 85 procent av solens massa och utsänder från dess yttre atmosfär 41 procent av den energi, vid en effektiv temperatur på 5  250 K, som solen avger. Den betraktas som en något metallfattig stjärna, vilket betyder att den har en lägre andel grundämnen med massa större än helium jämfört med solen.
Temperatur, ljusstyrka och ytaktivitet tycks variera något på ett sätt som är mycket likt solfläckscykeln, även om cykelns fulla längd ännu inte har fastställts (fram till 1992). Den totala variationen är bland de lägsta för alla stjärnor som har uppmätts inom Hipparcosuppdraget.

## Planetsökning
Fram till 2013 hade ingen följeslagare av Jupiterstorlek eller större upptäckts kring stjärnan och det fanns inga tecken på överskott av infraröd strålning som skulle vara bevis på omgivande materia, som en stoftskiva. Mellan 2004 och 2013 insamlades en stor mängd  mätningar av radialhastigheten hos Alsafi med hjälp av High Resolution Echelle Spectrometer på Keck-observatoriet. Keck/HIRES-data indikerade en möjlig period på cirka 300 dygn och en sannolik aliasperiod på 2 800 dygn. Astronomerna anser dock att upptäckten inte är publicerbar eftersom de ännu (2016) inte har försökt att utesluta andra, ickeplanetariska förklaringar till hastighetsvariationerna.